# نظرية الاكتشاف البرتغالي لأستراليا

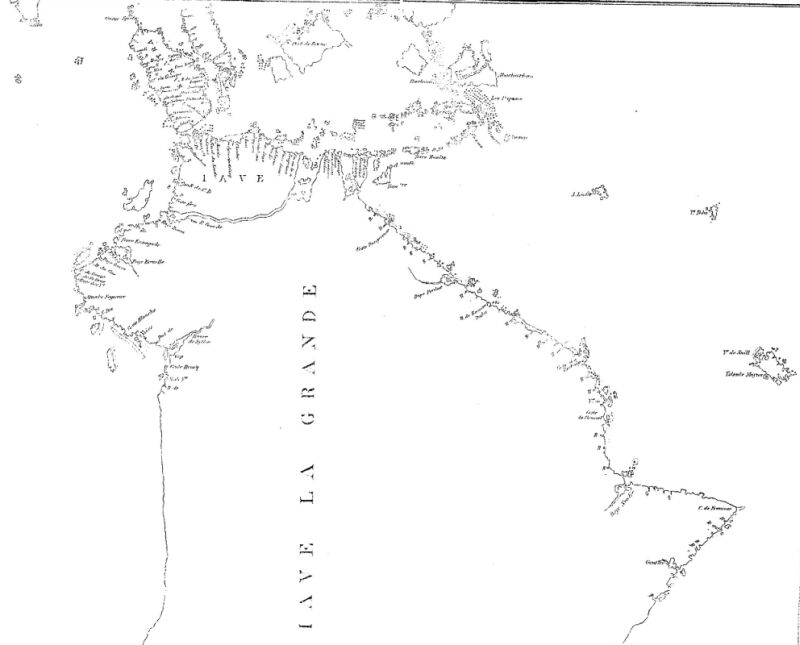

تدعي نظرية الاكتشاف البرتغالي لأستراليا أن الملاحين البرتغاليين المبكرين كانوا أول الأوروبيين الذين عثروا على أستراليا بين عامي 1521 و1524، أي قبل فترة لا بأس بها من وصول الملاح الهولندي فيليم يانسن عام 1606 على متن سفينة دوفكن، وهو من يُعتبر أول مستشكف أوروبي يصل أستراليا. يرتكز الادعاء السابق على العناصر التالية:
- خرائط دييب، وهي مجموعة من خرائط العالم الفرنسية التي تعود إلى القرن السادس عشر وتصوّر كتلة أرضية كبيرة بين إندونيسيا والقارة القطبية الجنوبية. دُعيت هذه الخرائط بخرائط جاوة الكبرى، وتحمل تلك الأرض أسماء أماكن باللغات الفرنسية والبرتغالية والبرتغالية الغالية، وفسرها البعض على أنها خرائطٌ لسواحل أستراليا الشمالية الغربية والشرقية.
- وجود المستعمرات البرتغالية في جنوب شرق آسيا منذ أوائل القرن السادس عشر، تحديدًا تيمور البرتغالية -التي تبعد نحو 650 كيلومتر عن ساحل أستراليا- بين العامين 1513 و1516 تقريبًا.[3][4]
- القطع الأثرية العديدة التي عُثر عليها ضمن سواحل أستراليا، والتي يُقال إنها أثارٌ تعود للرحلات البرتغالية الأولى نحو أستراليا، والتي تُعتبر بشكل عام دليلًا على زيارة الماكاساريين لأستراليا الشمالية.

ادعت عدة حضارات أخرى أسبقيتها في استكشاف أستراليا، من بينها الصين (الأميرال جينغ) وفرنسا وإسبانيا، بل الفينيقيون أيضًا.

## تأريخ

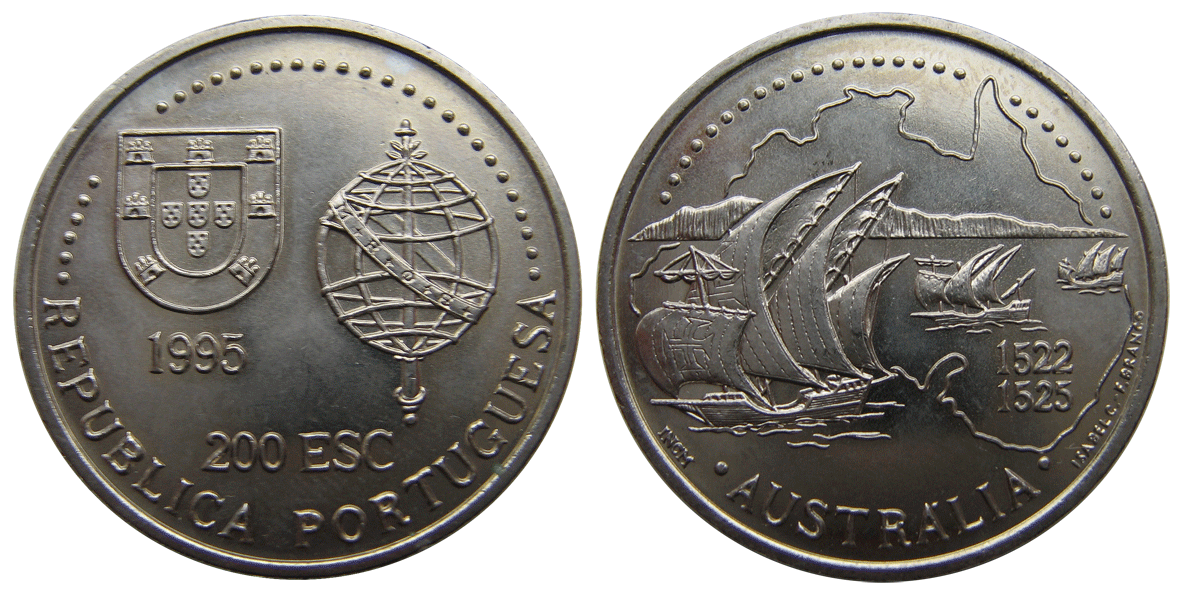
200 إسكودو 1522-1525 1995 أستراليا

### تطور النظرية في القرن التاسع عشر
كتب الإسكتلندي ألكسندر دالريمبل بخصوص هذا الموضوع عام 1786، لكن آر. إتش. ميجور، أمين الخرائط في المحتف البريطاني، هو من بذل أولى المساعي الحثيثة عام 1859 لإثبات صحة هذه النظرية، وأن البرتغاليين اكتشفوا أستراليا قبل الهولنديين. كانت خرائط دييب، وهي مجموعة من الخرائط الفرنسية تعود إلى القرن السادس عشر، دليله الأساسي. لكن من المتفق عليه اليوم أن منهج ميجور في البحث التاريخي معيب، وأن ادعاءاته مبالغٌ بها. كتب ميجور في إحدى المجلات الأكاديمية عام 1861، وأعلن اكتشافَه خريطةً تعود إلى مانويل غودينو دي إريديا، مدعيًا أن تلك الخريطة أثبتت اكتشاف البرتغاليين للجزء الشمالي الغربي من أستراليا، ومن المرجح أن ذلك وقع في العام 1601. في الحقيقة، وحسبما يشير إليه دبليو. إيه. آر. ريتشاردسون، يعود تاريخ تلك الخريطة إلى العام 1630. وعند تحديد موقع كتابات إريديا وتمحيصها، أدرك ميجور أن الرحلة المقرر خوضها للوصول إلى أراضٍ جنوب سومبا في إندونيسيا لم تنطلق من الأساس. نشر ميجور تراجعه عن الأقوال السابقة عام 1873، لكن سمعته دُمرت. راجع المؤرخ البرتغالي جواكيم بيدرو دي اوليفيرا مارتينز تفسير ميجور بدقة، وتوصل إلى نتيجة مفادها أن منطقة باتالي في خريطة أنطوان دي لا سالي ومنطقة جاوة في خريطة دييب ليستا دليلًا على اكتشاف الزوار البرتغاليين لأستراليا خلال الربع الأول من القرن السادس عشر، لكن تلك القصة وجدت طريقها إلى الخرائط بسبب أوصاف جزر أرخبيل سوندا الواقعة وراء جاوة، والبرتغاليون هم من جمعوا تلك الأوصاف من المخبرين المحليين.
في عام 1895، ألف جورج كولينغريدج اكتشاف أستراليا، في محاولة منه لتعقّب كافة المساعي الأوروبية للعثور على الأرض الجنوبية الكبرى منذ عهد المستكشف جيمس كوك، وطرح أيضًا تفسيره الخاص لنظرية اكتشاف أستراليا على يد البرتغاليين، مستخدمًا خرائط دييب. أجاد كولينغريدج تحدث البرتغالية والإسبانية بطلاقة، فأثارت اهتمامه الدعاية المحيطة بوصول البرتغاليين إلى إسبانيا وفق نسخ متعددة من خرائط دييب، والتي اشترتها مكاتبٌ في ملبورن وأديلايد وسيدني. على الرغم من وجود أخطاءٍ عديدة بخصوص أسماء الأماكن، والنظريات «الواهية» التي تشرح تموقع الأماكن بشكل خاطئ على خرائط دييب، كان كتابه محاولة هامة خصوصًا أنه كُتب في زمنٍ كانت فيه معظم الخرائط والوثائق غير متاحة، بينما كانت الوثائق المصورة في بداياتها. لم تلق نظرية كولينغريدج استحسانًا شعبيًا، وانتقد البروفيسوران جي. أرنولد وود وإرنست سكوت معظم ما كتبه كولينغريدج. ألف كولينغريدج نسخة أقصر من كتابه لاستخدامها في مدارس نيو ساوث ويلز، وكانت بعنوان الاكتشاف الأول لأستراليا وغينيا الجديدة. لكن على أي حال، لم تُستخدم تلك النسخة على الإطلاق.
انتقد البروفيسور إدوارد هيوود نظرية كولينغريدج. ففي عام 1899، تحدّث هيوود عن الحجة القائلة أن سواحل أستراليا اكتُشفت منذ أوائل القرن السادس عشر، والتي اعتمدت كليًا على مزاعم مفادها أن «رسام خرائط مجهولٍ في تلك الفترة رسم قطعة أرضٍ كبيرة، بشكل يشير إلى معرفته التامة بسواحلها، في ربع الكرة الأرضية، وهو المكان الذي توجد فيه أستراليا». أوضح هيوود أن «المشكلة تكمن في الحاجة إلى افتراضنا بوجود رحلتين استكشافيتين لأستراليا، واحدة لكل ساحل، على الرغم من غياب أي سجل يدعم ذلك». أضاف: «المشكلة، بالطبع، هي عدم وجود أي طريقة أخرى لدعم وتوثيق هذه الخريطة». هناك أمور عديدة مثل رسم اليابان في خرائط دييب، وإدراج جزر العمالقة فيها مع أنها موجودة في المحيط الهندي، وكاتيغارا على الساحل الغربي لأميريكا الجنوبية، والنسخ اللاحقة من خرائط دييب وتصويرها ساحلًا خياليًا للقارة الجنوبية يحوي العديد من الخلجان والأنهار. تُظهر هذه الاخطاء أن تلك الخرائط لا يمكن الاعتماد عليها بشكل كبير عندما نتحدث عن الأجزاء البعيدة من العالم والتأثير الذي مارسه الكتاب القدامى على صانعي تلك الخرائط. استنتج هيوود: «ستدفعنا تلك الأمور بكل تأكيد إلى ترددنا في الوثوق بافتراض مهمٍ كاكتشاف أستراليا في القرن السادس عشر بناءً على شهاداتهم غير المسندة».

### كينيث ماكينتاير وتطور النظرية في القرن العشرين
يدين تطور نظرية الاكتشاف البرتغالي لأستراليا للمحامي كينيث ماكينتاير من ملبورن الأسترالية وكتابه من عام 1977 بعنوان الاكتشاف السري لأستراليا: مغامرات البرتغاليين قبل 200 عامٍ من كوك. أُعيدت طباعة كتاب ماكينتاير على هيئة نسخة ورقية مختصرة عام 1982 ومجددًا في عام 1987، وعُثر عليه ضمن قوائم كتب التاريخ المدرسية بحلول منتصف ثمانينات القرن الماضي. وفقًا للدكتور طوني ديزني، أثرت نظرية ماكينتاير على جيل من أساتذة التاريخ في المدارس الأسترالية. أُنتج وثائقي تلفزيوني عن الكتاب في ثمانينيات القرن الماضي على يد مايكل ثورنهيل، وظهر ماكينتاير ونظريته في الكثير من مراجعات الصحف الإيجابية والمقالات التي صدرت على مرّ السنوات العشرين المقبلة. عكست كتب التاريخ الأسترالي المدرسية تطورًا في مدى قبول نظريات ماكينتاير. أضاف دعم الدكتورة هيلين واليس، وهي أمين خرائط في المكتبة البريطانية، أثناء زيارتها أستراليا في ثمانينيات القرن الماضي بعض الثقل الأكاديمي إلى نظرية ماكينتاير. في عام 1987، أطلق وزير العلوم الأسترالي باري جونز حلقة دراسية في وارنامبول حول سفينة ماهوغاني، وقال: «قرأت كتاب كينيث ماكينتاير المهم... حالما برز في العام 1977. أجد حجته الأساسية... مقنعة، بل جازمة أيضًا». برزت أشكال مختلفة من النظريات في أواخر سبعينيات وأوائل ثمانينيات القرن الماضي من طرف كتاب آخرين، مثل إيان مكيغان ولورانس فيتزجيرالد. وأضافت بعض الاعتماد إلى نظرية الاكتشاف البرتغالي لأستراليا. في عام 1944، عبّر ماكينتاير عن فرحته بعدما تزايد قبول نظريته في أستراليا: «إنها تتسرب بشكل تدريجي. لكن المهم هو... أنها أصبحت ضمن المنهاج الدراسي في المدارس، ما يعني أن الطلاب... قرؤوا عنها. وإذا أصبح هؤلاء الطلبة معلّمين... سيخبرون طلابهم حينها وهكذا دواليك».